# Лужківський водоспад
Лужкі́вський водоспад — водоспад в Українських Карпатах (масив Покутсько-Буковинські Карпати). Розташований у Косівському районі Івано-Франківської області, за 6,5 км на захід від центральної частини села Великий Рожин, біля початку присілка Лужки. 
Висота водоспаду — понад 14 м. Розташований у місці, де невеликий лісовий потічок Свідовець стрімко (місцями прямовисно) збігає похилою скелею. Дещо нижче водоспаду потічок впадає в річку Верхнє Середню, яка є правою притокою Великорожинки (басейн Черемошу). 
Лужківський водоспад — один з найвищих водоспадів Гуцульщини.

## Світлини та відео

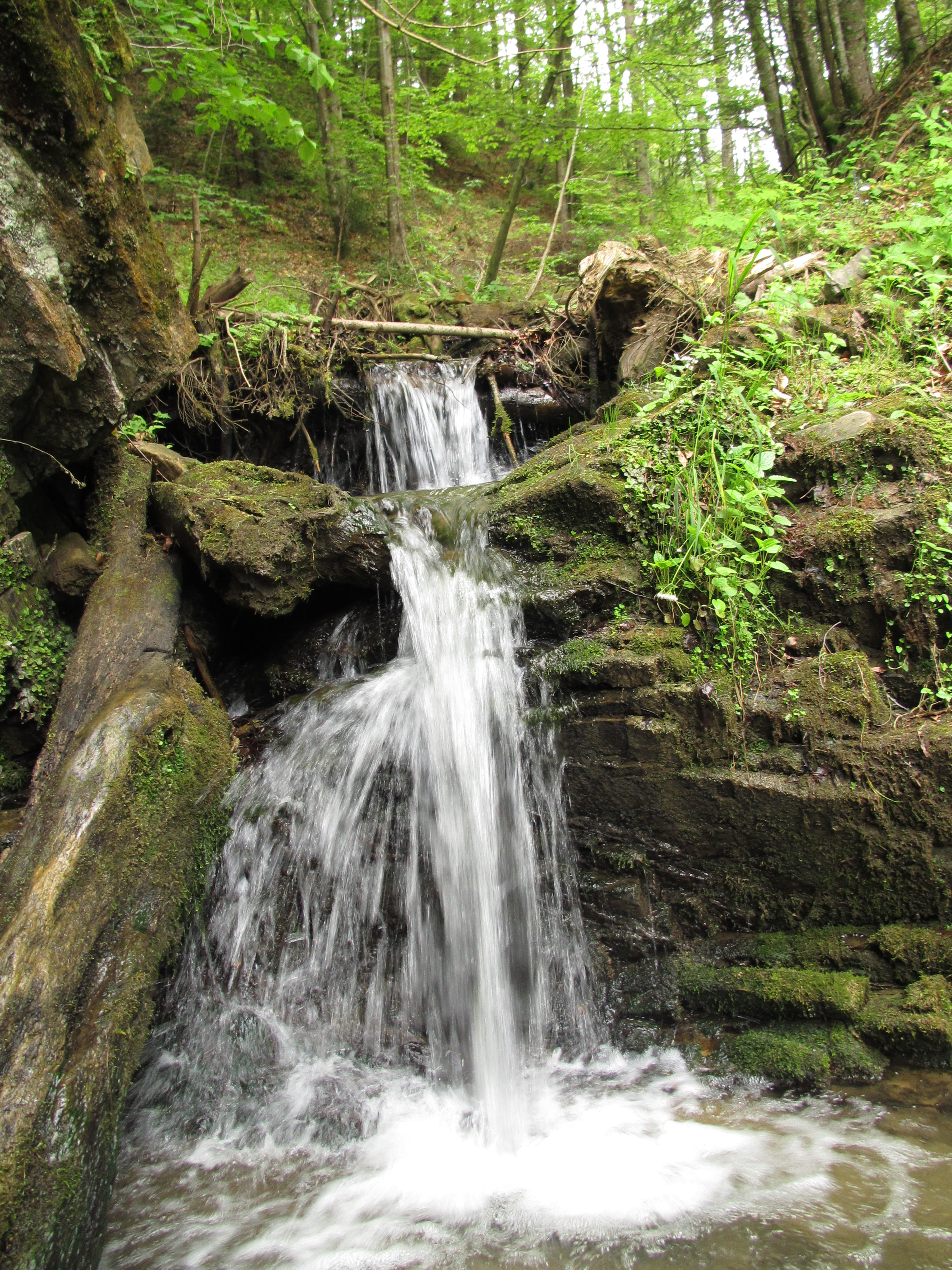
Верхній каскад водоспаду
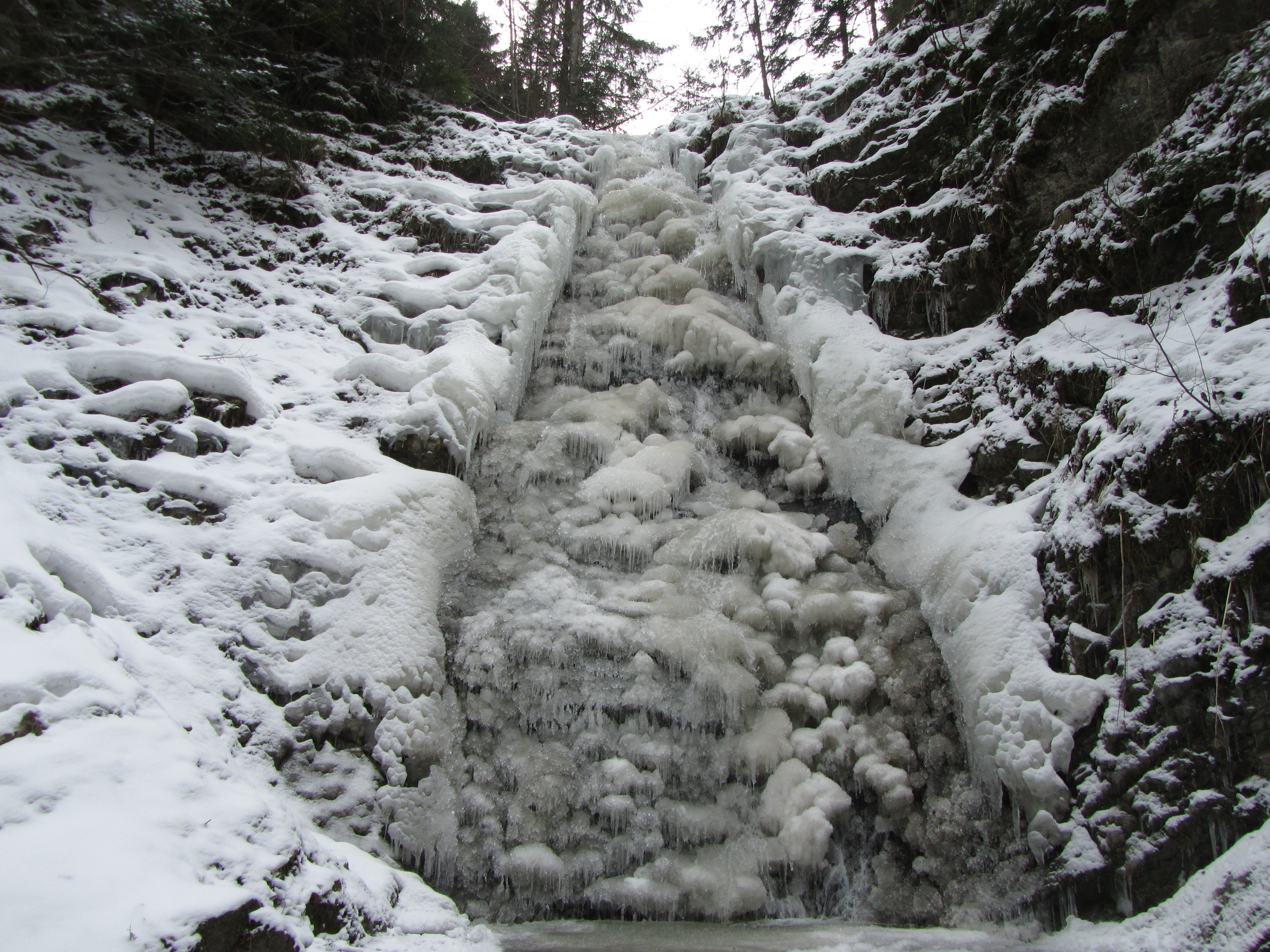
Водоспад взимку
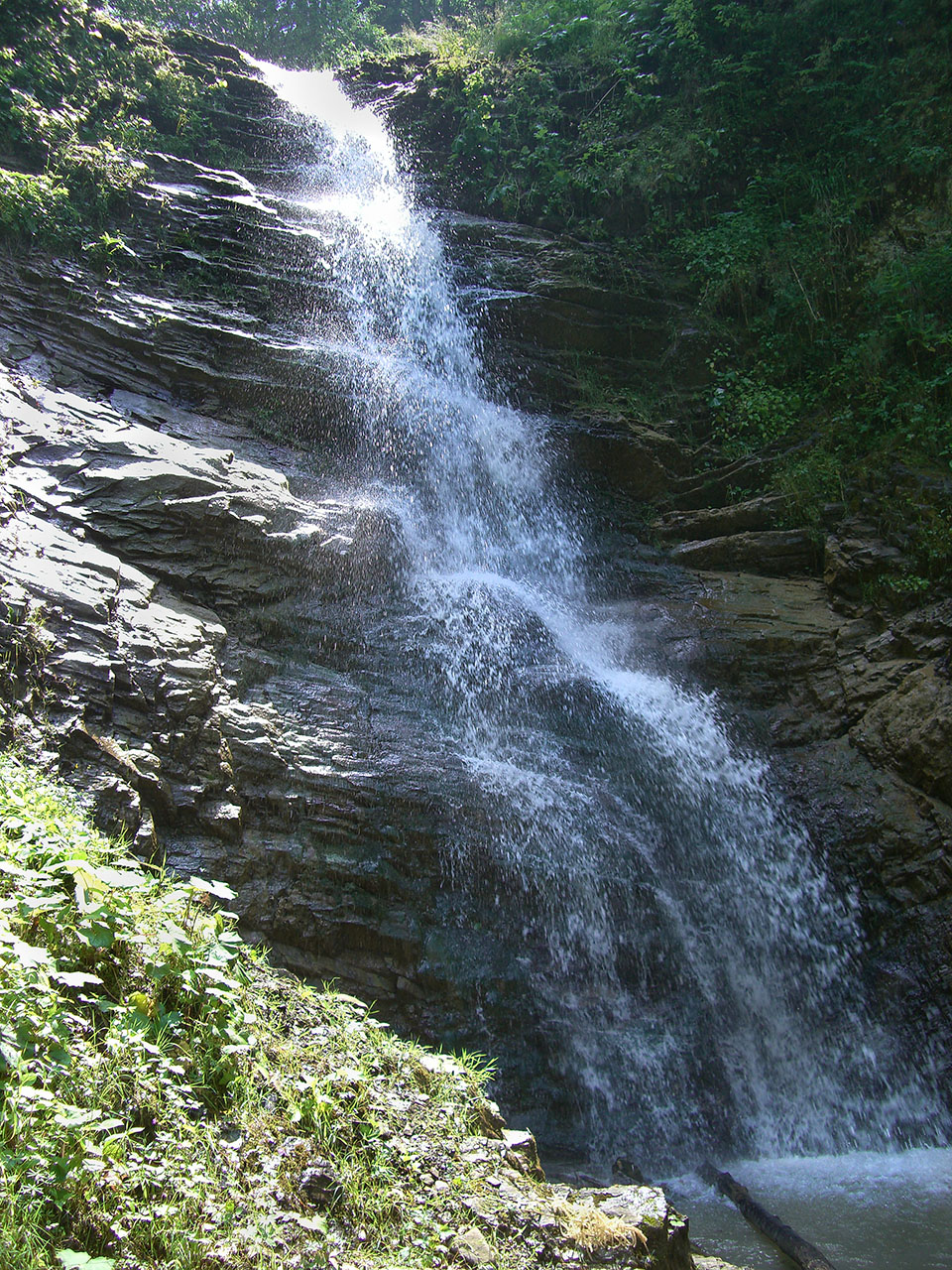
Водоспад збоку
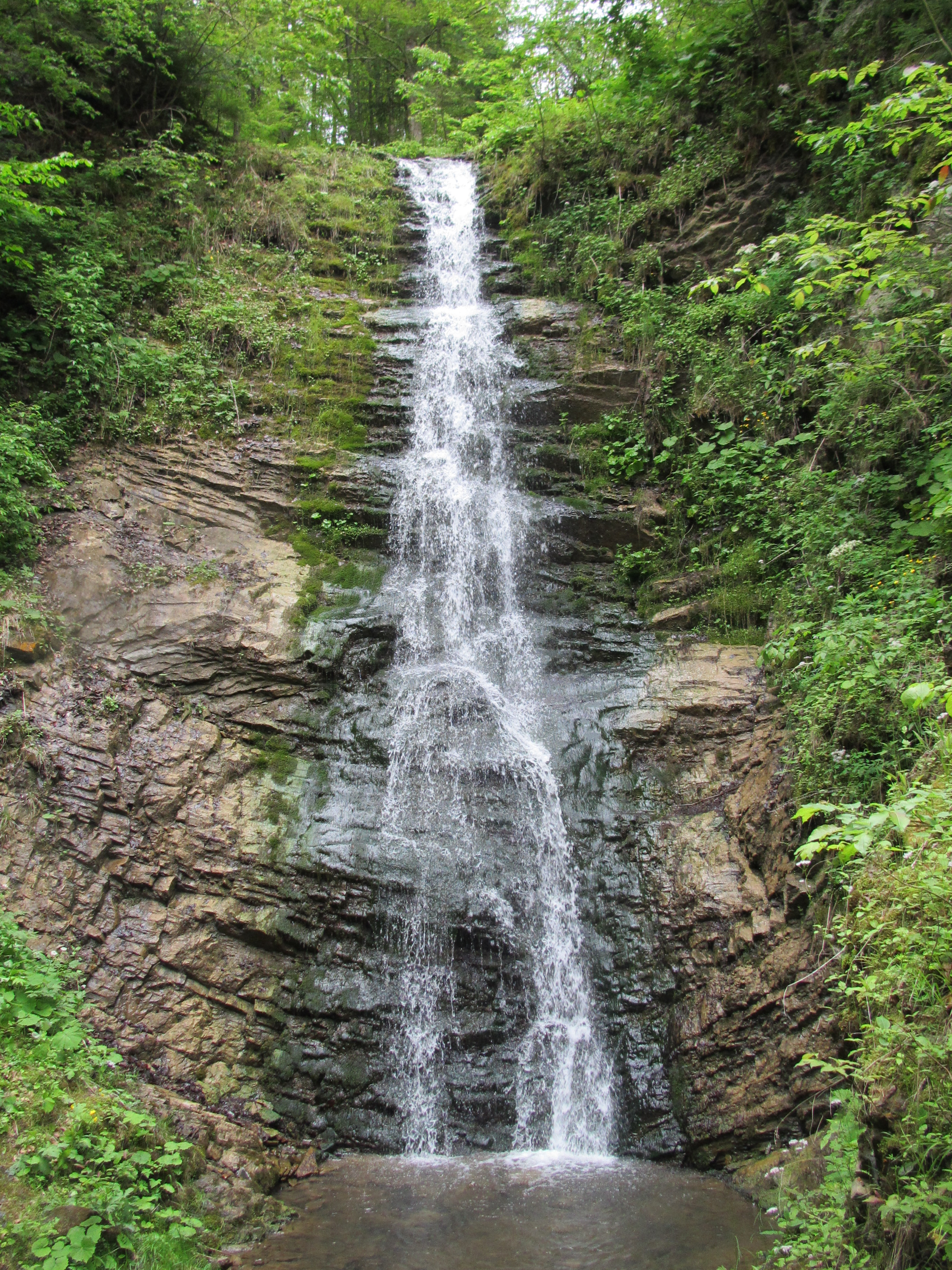
Водоспад влітку
- Відео водоспаду